# Tyrone Giordano
Tyrone Giordano est un acteur sourd américain, né le 18 avril 1976 à Hartford.

## Biographie
Tryone Giordano est né à Hartford, Connecticut, de parents sourds.

## Filmographie
- 2005 : Sept Ans de séduction
- 2005 : Esprit de famille
- 2006 :  Out of Practice
- 2007 :  What About Brian
- 2008 : Intraçable
- 2009 : All About Steve
- 2009 : Les Trois Prochains Jours
- 2010 : See What I'm Saying: The Deaf Entertainers Documentary
- 2011 : Les experts : Michael Bowman (saison 11 épisode 13)